# Phác Văn Tú
Phác Văn Tú (朴文秀, 박문수, Pak Munsu) (1691-1756) là một vị quan nhà Triều Tiên. Ông được Triều Tiên Anh Tổ phong làm Ám hành ngự sử (暗行御史, 암행어사) hay quan giám sát mật của triều đình để làm khâm sai đi khắp đất nước trị quan tham nhũng.
Ông đã thi đỗ kỳ thi của triều đình năm 1723 và làm quan thời Triều Tiên Anh Tổ. Ông là vị Ám hành ngự sử nổi tiếng nhất trong lịch sử Triều Tiên do ông đã dành cuộc đời của mình để bảo vệ người dân thường khỏi bị các quan lại tham ô hủ bại. Ông là một nhân vật huyền thoại.
Hậu duệ của ông ngày nay vẫn còn lưu giữ hai bức chân dung của ông, một bức lớn và một bức nhỏ (100 x 165,3 cm) và 45,3 cm x 59,9 cm).